# Fray Bentos
Fray Bentos é uma cidade do Uruguai e capital do departamento de Río Negro.
Localiza-se na fronteira com a Argentina a cerca de 160 quilômetros de Buenos Aires e 309 quilômetros de Montevideo, capital do Uruguai.

## UNESCO
A UNESCO inscreveu Fray Bentos como Patrimônio Mundial por "ilustrar o processo integral de processamento de carne. Graças a sua localização física, das construções residenciais e industriais bem como das instituições sociais, este local apresenta uma ilustração de todo o processo de produção de carne em escala global."